# Guaraí
Guaraí là một đô thị thuộc bang Tocantins, Brasil. Đô thị này có diện tích 2268,147 km², dân số năm 2007 là 21669 người, mật độ 9,55 người/km².